# Roberto Crippa
Roberto Crippa (Monza, 1921. május 7. – Bresso, 1972. március 19.) olasz festő és szobrász.

## Életpályája
A milánói Brera akadémián tanult 1947-48-ig. 1947-től szerepelt kiállításokon. Stílusa absztrakt, de egyben expresszív is.  Légiakrobatikával is foglalkozott; 1962-ben súlyos, 1972-ben halálos baleset érte. 

## Művei

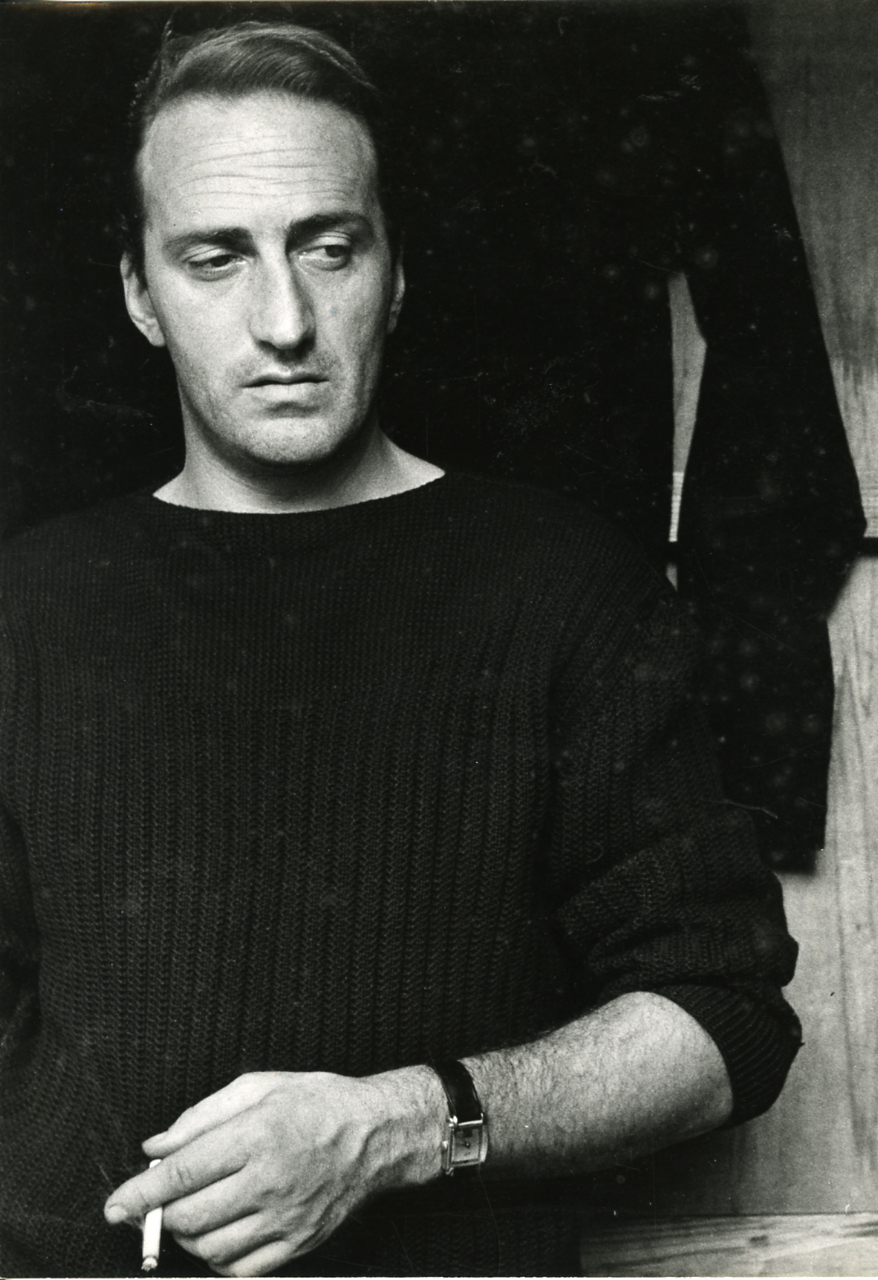
Roberto Crippa, 1955.

- Spirali
- Landscape.

## Külső hivatkozások
- Életrajz Archiválva 2007. szeptember 28-i dátummal a Wayback Machine-ben
- L'opera
- Vita e dipinti